# Walter Taibo
Wálter Taibo Martínez (Montevideo, 1931. március 7. – 2021. január 10.) uruguayi válogatott labdarúgókapus.

## Pályafutása

### A válogatottban
1955 és 1966 között 30 alkalommal szerepelt az uruguayi válogatottban. Részt vett az 1955-ös, az 1957-es és az 1959-es Dél-amerikai-bajnokságon (Argentína), illetve az 1966-os világbajnokságon.

## Sikerei, díjai

### Játékosként
Nacional
- Uruguayi bajnok (5): 1950, 1952, 1955, 1956, 1957

Peñarol
- Uruguayi bajnok (1): 1967
- Copa Libertadores (1): 1966
- Interkontinentális kupagyőztes (1): 1966

Uruguay
- Dél-amerikai bajnokság bronzérmes (1): 1957